# Albert Kazimirski de Biberstein
Albert Kazimirski de Biberstein, född den 20 november 1808 i Korchow, död den 22 juni 1887, var en polsk-fransk orientalist.
Kazimirski var först tolk vid franska beskickningen i Persien och från 1850-talet översättare och sekreterare för orientaliska språk vid utrikesministeriet i Paris. Kazimirski var även medarbetare i Pierre Leroux och Jean Reynauds encyklopedi. Bland hans arbeten märks ett fransk-polskt lexikon (1839; flera upplagor), Le Koran, traduction nouvelle (1840; senaste upplagan 1884), Dictionnaire arabe-français (2 band, 1845-60; ny upplaga utgiven av Ibed Gallab, Kairo 1875), Dialogues français-persans (1883) och Menoutchehri poète persan du 11:éme siècle de notre ère (text, översättning och kommentar, 1886).